# Беле Воде (Шоштань)
Беле Воде (словен. Bele Vode) — поселення в общині Шоштань, Савинський регіон, Словенія. Висота над рівнем моря: 1085,2 м.